# Galán Angéla
Galán Angéla (Budapest, 1979) magyar műsorvezető, dokumentumfilmes, televíziós újságíró.

## Pályafutása
Budapesten született, Pozsonyban (Szlovákia) nevelkedett. A Pozsonyi Magyar Gimnáziumban (mai neve: Pozsonyi Magyar Tannyelvű Alapiskola és Gimnázium) érettségizett. Szavalóversenyeken szerepelt sikerrel, majd 1996-ban a „Ki mit tud?” vetélkedőn a középdöntőbe jutott, saját szövegű paródiájával az „egyéb” kategóriában.
Az ELTE angol szakának elvégzése után 2011 júniusában szerzett diplomát a Színház- és Filmművészeti Egyetem televíziós újságírás szakán.
2009–2010-ben Londonban tanult a University of the Arts London College of Communication diákjaként.
Egyetemi évei alatt a Budapesti Tavaszi Fesztiválról készített reggelente fesztiválhíradókat az RTL Klub számára.
Végzősként a Magyar Televízióban a „Feszti körkép” és a „Körhinta” című fesztiválmagazinok műsorvezetője volt, mellette az Elle magazin szerkesztőjeként dolgozott.
2011 októberétől 2013 decemberéig Angi jelenti címmel vezetett heti magazint az m1-en. A műsor különféle foglalkozásokat mutatott be, és érdekes helyekről, eseményekről tudósított informatív, könnyed stílusban.
Szlovákmagyarok című diplomafilmjéért Gundel művészeti díjat és Junior Prima díjat kapott. A dokumentumfilm a szlovákiai magyar identitás kérdéseit feszegeti személyes nézőpontból. A 43. Magyar Filmszemlén mutatták be 2012 februárjában. A filmből készült pár perces ajánló jelentős visszhangot váltott ki az interneten. 2012. június 4-én, a Trianon emléknap alkalmából tűzte műsorára a Magyar Televízió.
A Szomszédaink, a magyarok című háromrészes ismeretterjesztő dokumentumfilm szerkesztő-riportere volt. A filmek azt vizsgálták, hogy Szlovákiában, Romániában és Szerbiában hogyan vélekednek a többségi nemzet tagjai az ott élő magyarokról: hogy látják a közös történelmet, milyen sztereotípiák élnek a közgondolkodásban, és melyek a legkényesebb pontok, ahol a leginkább eltérnek a vélemények. A filmeket 2013 őszén mutatta be a Magyar Televízió, illetve az index hírportál.
2015. március 15-étől az m2 (televízióadó) éjszakai műsorsávjában hétfőtől szombatig jelentkező Petőfi TV „Böngésző” és „Én vagyok itt” c. élő műsorainak egyik állandó műsorvezetője. A műsorok élőben közvetítenek koncertekről, fesztiválokról, különböző kulturális eseményekről. A témák és a tartalmak elsősorban a fiatalokat kívánják megcélozni, a műsor vendégei is leggyakrabban a magyarországi könnyűzenei és kulturális élet ismert arcai

## Díjai
- Gundel Művészeti Díj (2011. szeptember) – elsőfilmes filmrendező[4]
- Junior Prima díj (2011. november) – magyar sajtó kategória, tíz legjobb 30 év alatti újságíró

## Interjúk
- Trianon és a Szlovákmagyarok – interjú Galán Angélával
- Szlovákmagyarok – Galán Angéla: A valóság egy szeletét mutatom be
- MNO: Túl a pátyolgatáson és a leszlovákozáson
- Transindex: Szókimondó, elfogulatlan dokfilm a magyar-román együttélésről
- Vasárnap: "Lélekben ide tartozom" (interjú)
- Kultúra.hu: „Elsősorban történeteket szeretnék mesélni” (interjú)

## Kritikák
- Népszabadság, 2012. június 1.: Derűs hazakeresés
- Magyar Nemzet, 2012. június 3.: Szlovákmagyarok: film a hazakeresésről
- Index, 2012. június 4.: Dédié volt Trianon, nekem mi jutott?
- Magyar Nemzet Online, 2013. október 28.: Milyenek a magyarok a szomszédok szerint?
- Népszabadság, 2013. november 5.: Az együttélés művészete
- Index, 2013. december 1.: Ismeretlen szomszédaink, a magyarok
- Magyar Narancs, 2013. december 10.: Vetítenek Romániáról